# Deutscher Fernsehpreis/Beste Schauspieler Serie
Dieser Artikel listet die Nominierungen und die Gewinner des Deutschen Fernsehpreises in den Kategorien Bester Schauspieler Serie und Beste Schauspielerin Serie von 1999 bis 2005 auf. Die Gewinner wurden in einer geheimen Abstimmung durch eine unabhängige Jury ermittelt.

## Geschichte
In den Jahren 1999 und 2000 wurden die Schauspieler und Schauspielerinnen aus Serien in den Kategorien Bester Schauspieler Hauptrolle Serie und Beste Schauspielerin Hauptrolle Serie getrennt ausgezeichnet. 2001 wurden aus Kostengründen die beiden Kategorien aufgelöst und in die Kategorie Beste Serie integriert und zu Beste Serie / Beste Schauspieler Serie umbenannt. Jedoch wurde ein Jahr später alles rückgängig gemacht und wieder in den drei getrennten Kategorien Bester Schauspieler Serie, Beste Schauspielerin Serie und Beste Serie ausgezeichnet. Während bei der Verleihung 2005 die beiden Personenkategorien zu Beste Schauspieler Serie fusioniert wurde, wurden 2006 die beiden Kategorien Beste Serie und Beste Schauspieler Serie erneut zur Kategorie Beste Serie/Beste Schauspieler Serie zusammengefügt, da die Verquickung zwischen den Kategorien sehr hoch sei. 
Von 2007 bis 2015 wurden die Schauspieler und Schauspielerinnen aus Serien beim Deutschen Fernsehpreis nicht mehr berücksichtigt und dementsprechend nicht in eigenen Kategorien ausgezeichnet. Seit 2016 können sie ebenfalls in den Kategorien Bester Schauspieler und Beste Schauspielerin ausgezeichnet werden. Die beiden Kategorien waren vorher ausschließlich für Schauspieler und Schauspielerinnen aus Filmen bestimmt.
2003 wurde einmalig zusätzlich zwei weitere Personenkategorien für Schauspieler und Schauspielerinnen, die in Sitcoms mitwirkten, verliehen.

## Rekorde
Die folgende Liste ist eine Aufzählung von Rekorden der häufigsten Nominierten und Gewinnern von 1999 bis 2006 in den Serien-Schauspiel-Kategorien. Die Gewinner und Nominierten in den Film-Schauspiel-Kategorien werden nicht mitgezählt.
| Statistik                          | Person              | Anzahl | Jahr              |
| ---------------------------------- | ------------------- | ------ | ----------------- |
| Häufigste Nominierungen (* = Sieg) | Ulrich Mühe         | 3      | 1999, 2003, 2005* |
| Häufigste Nominierungen (* = Sieg) | Mariele Millowitsch | 3      | 1999, 2003*, 2006 |
| Häufigste Nominierung ohne Sieg    | Gaby Köster         | 2      | 2000, 2003        |
| Häufigste Nominierung ohne Sieg    | Jutta Speidel       | 2      | 2003, 2005        |

## Gewinner und Nominierte
Die folgende Tabelle, geordnet nach den Jahren, listet alle Gewinner und Nominierte auf.

### 1999
| Kategorie                             | Preisträger   | für die Serie      | Sender | Nominierung |
| ------------------------------------- | ------------- | ------------------ | ------ | --- |
| Bester Schauspieler Hauptrolle Serie  | Ludger Pistor | Balko              | RTL    | Ulrich Mühe für Der letzte Zeuge (ZDF) Jürgen Heinrich für Wolffs Revier (Sat.1)                                                                |
| Beste Schauspielerin Hauptrolle Serie | Ruth Drexel   | Der Bulle von Tölz | Sat.1  | Mariele Millowitsch für girl friends – Freundschaft mit Herz (ZDF) und Nikola (RTL) Katy Karrenbauer für Hinter Gittern – Der Frauenknast (RTL) |

### 2000
| Kategorie                             | Preisträger                       | für die Serie                        | Sender  | Nominierung                                                                                           |
| ------------------------------------- | --------------------------------- | ------------------------------------ | ------- | --- |
| Bester Schauspieler Hauptrolle Serie  | - Dietmar Bär - Klaus J. Behrendt | Tatort (Ballauf und Schenk)          | ARD/WDR | Jörg Gudzuhn für Der letzte Zeuge (ZDF) Hans-Werner Meyer für Die Cleveren (RTL)                      |
| Beste Schauspielerin Hauptrolle Serie | Dagmar Manzel                     | Klemperer – Ein Leben in Deutschland | ARD/MDR | Christiane Hörbiger für Julia – Eine ungewöhnliche Frau (ARD/SR/ORF) Gaby Köster für Ritas Welt (RTL) |

### 2002
| Kategorie                  | Preisträger       | für die Serie  | Sender           | Nominierung                                                                                                  |
| -------------------------- | ----------------- | -------------- | ---------------- | --- |
| Bester Schauspieler Serie  | Christoph M. Ohrt | Edel & Starck  | Sat.1            | Tom Gerhardt für Hausmeister Krause – Ordnung muss sein (Sat.1) Gottfried Vollmer für Mein Leben & Ich (RTL) |
| Beste Schauspielerin Serie | Felicitas Woll    | Berlin, Berlin | ARD/Radio Bremen | Wolke Hegenbarth für Mein Leben & Ich (RTL) Rebecca Immanuel für Edel & Starck (Sat.1)                       |

### 2003
| Kategorie                   | Preisträger         | für die Serie                   | Sender     | Nominierung |
| --------------------------- | ------------------- | ------------------------------- | ---------- | --- |
| Bester Schauspieler Serie   | Fritz Wepper        | Um Himmels Willen               | ARD/MDR    | Ulrich Mühe für Der letzte Zeuge (ZDF) Christoph M. Ohrt für Edel & Starck (Sat.1)                                       |
| Beste Schauspielerin Serie  | Christiane Hörbiger | Julia – Eine ungewöhnliche Frau | ARD/SR/ORF | Iris Böhm für Die Sitte (RTL) Jutta Speidel für Um Himmels Willen (ARD/MDR)                                              |
| Bester Schauspieler Sitcom  | Walter Sittler      | Nikola                          | RTL        | Michael Härle, Oliver Muth, Victor Schefé und Ingo Naujoks für Bewegte Männer (Sat.1) Atze Schröder für Alles Atze (RTL) |
| Beste Schauspielerin Sitcom | Mariele Millowitsch | Nikola                          | RTL        | Heike Kloss für Alles Atze (RTL) Gaby Köster für Ritas Welt (RTL)                                                        |

### 2004
| Kategorie                  | Preisträger  | für die Serie             | Sender | Nominierung |
| -------------------------- | ------------ | ------------------------- | ------ | --- |
| Bester Schauspieler Serie  | Henning Baum | Mit Herz und Handschellen | Sat.1  | Sebastian Bezzel für Abschnitt 40: Straßen der Nacht (RTL) Thomas Sarbacher für Der Elefant – Mord verjährt nie (Sat.1) |
| Beste Schauspielerin Serie | Iris Böhm    | Die Sitte                 | RTL    | Katharina Abt für Der Elefant – Mord verjährt nie (Sat.1) Nana Krüger für Abschnitt 40: Schusswaffengebrauch (RTL)      |

### 2005
| Kategorie                | Preisträger | für die Serie    | Sender | Nominierung |
| ------------------------ | ----------- | ---------------- | ------ | --- |
| Beste Schauspieler Serie | Ulrich Mühe | Der letzte Zeuge | ZDF    | Sophie Schütt und Jochen Horst für Typisch Sophie (Sat.1) Jutta Speidel und Fritz Wepper für Um Himmels Willen (ARD/MDR) |